# 恰高·占比尔
恰高·占比尔（波斯語：چغازنبيل；埃兰语：Dur Untash，一译乔加·赞比尔）是一处位于伊朗胡齐斯坦省的古代埃兰遗址。它是在美索不达米亚以外仅存的几座金字形神塔之一。恰高·占比尔遗址位于迪兹富勒南偏东方向约42公里，苏萨东南方向约30公里，阿瓦士以北约80公里。

## 历史
“恰高”一词在当地的巴赫蒂亚语中意为“山丘”，而“恰高·占比尔”一词的意思是“篮子形的山” 。恰高·占比尔大约在公元前1250年由埃兰国王翁塔希·纳毗日沙修建，主要是为了供奉埃兰主神因舒希纳克。在埃兰语中，恰高·占比尔的名字Dur Untash意为“翁塔希之城”，但是考古发掘显示，除了祭司及其仆人，几乎没有人在恰高·占比尔生活过。恰高·占比尔建筑群由三堵同心墙保护，这三堵同心墙围成的部分组成了城镇的主体，其中最外围的城墙有4034米长，并有2-3个城门，而内城的城墙有1625米长，10米高。墙内的面积主要被一座巨大的、用于供奉主神的金字形神塔占据。该金字形神塔基座呈方形，每边长约百米，原先高度超过50米，但现在只有25米左右的最低两层留存。这座金字形神塔盖在一座也是由翁塔希·纳毗日沙修建的、建造时期略早且带有储藏室的方形神庙之上。
恰高·占比尔中间区域立有十一座供奉次要神祇的神庙。建造者原本计划修建二十二座神庙，但是翁塔希·纳毗日沙的死亡使得神庙的建造停止了，而其继任者也没有继续修建神庙。在恰高·占比尔的外侧区域是三座皇家宫殿，和五座有地下墓室的皇家陵寝。
虽然恰高·占比尔的建造因为翁塔希·纳毗日沙的去世戛然而止，这座城市依然没有被遗弃，而是继续被人使用，直到亚述国王亚述巴尼拔于公元前640年攻占并摧毁此处。有学者根据恰高·占比尔拥有的大量神庙和圣地判断，翁塔希·纳毗日沙是在尝试建造一个新的宗教中心，试图取代苏萨，并且希望能够在这一地点同时供奉高地和低地埃兰的神祇。
恰高·占比尔的主要建筑材料是晒制泥砖，偶尔有一些烧制砖，整个建筑群被上釉烧制砖、石膏、彩陶和玻璃装饰。最重要的建筑被数千块刻有埃兰楔形文字的烧制砖装饰，这些楔形文字均为手刻而成。上釉的红陶雕塑，例如公牛和带翼的狮鹫护卫着金字形神塔的入口。在基日日沙（Kiririsha）神庙和希施米提克-卢呼拉提尔（Hishmitik-Ruhuratir）神庙的附近，考古学家发现有一些据信是用来保护烧制砖和装饰物的陶片。通常认为，金字形神塔是分为两个阶段建造的，其中该神塔上部多层的部分是在第二阶段建造的。
恰高·占比尔的金字形神塔被认为是世界上保存最完好的金字形神塔标本。1979年，恰高·占比尔遗址成为伊朗第一个入选联合国教科文组织世界遗产名录的人类遗迹。

## 考古发掘和保护现状
1935年，BP的一支石油勘探队伍偶然发现了恰高·占比尔遗址。俄裔法国考古学家罗曼·葛施曼（Roman Ghirshman）曾经于1951年到1961年之间对该遗址进行六次发掘。1995年，联合国教科文组织派出工作组对遗址进行保护，其后日本政府和伊朗政府合作对遗址进行了维护和发掘。
2006年左右，石油勘探活动在遗址周围进行，最近的钻探位置距离金字形神塔只有300米左右，对遗址造成了一定威胁。

## 登录过程
- 1979年。在联合国教科文组织第3次世界遗产委员会会议作为文化遗产列入《世界遗产名录》。

## 登录基准
该世界遗产被认为满足世界遺產登錄基準中的以下基準而予以登錄：
- （iii）呈现有关现存或者已经消失的文化传统、文明的独特或稀有之证据。
- （iv）关于呈现人类历史重要阶段的建筑类型，或者建筑及技术的组合，或者景观上的卓越典范。